# Safety
A Safety Anastacia amerikai énekesnő és Dima Bilan orosz énekes közös száma.

## A dal háttere és promotálása
Dima Bilan régi vágya volt, hogy duettet készítsen egy világsztárral, miután 2008-ban megnyerte az Eurovíziós Dalfesztivált. Először Nelly Furtadóval énekelt volna közös számot, de a választás végül Anastaciára esett. Dima Bilan 2010 májusában érkezett Los Angelesbe, ahol rögzítették a dalt. Miután végeztek a stúdiómunkálatokkal, Anastacia Moszkvába utazott, ahol a Muz Tv Zenei Díjkiosztó gáláján 2010. június 11-én élőben is előadták a Safetyt. Anastacia egy másik népszerű számát, a One Day in Your Life-ot is elénekelte az orosz közönségnek. A Safety előbb Oroszországban, később pedig egész Európában megjelent kislemezen.

## Videóklip
A dalhoz videóklip is készült, amely 2010. július 23-án debütált a YouTube-on. Ezt Dima Bilan hivatalos Twitter-oldalán jelentett be. Anastacia a dalt a rajongóinak ajánlotta, akiket csodálatosnak és különlegesnek nevezett. Az énekesnő a klipben visszatért eredeti, szemüveges kinézetéhez, amelyet sok rajongója hiányolt 2008-as Heavy Rotation albuma és annak promotálása után.
A klip a zaklatott Dima Bilannal kezdődik, aki éppen Eurovíziós győzelme után van, és nehezen viseli az újságírók és rajongók kereszttüzét. Amikor sapka mögé rejtőzve próbál inkognitóban maradni, egy figyelmetlen fotós elüti. (Őt egy orosz modell alakítja.) Anastacia őrangyalként jelenik meg és csak ennyit énekel: „Vigyázni fogok rád!” A földön fekvő Dima testét ébresztgetni próbálja a nő, majd amikor sikerrel jár hazaviszi, titokban fényképeket készít róla, végül pedig egymásba szeretnek és együtt maradnak. A fényképész ezután kitörli fényképezőgépéből a fotókat, melyeket azelőtt készített. Segít felöltözni és felkészülni Dimának az esti fellépésre, ahol a szupersztár Anastaciával fog énekelni. Ezután Dima és Anastacia is az arénához érkezik luxusautóval, majd telt házas koncertet adnak.

## A dal utóélete
Anastacia bejelentette, hogy a dal szerepelni fog 2012-ben érkező új albumán, a Burning Starral és a Stalemate-tel együtt. Mind a két szám duett, melyet legutóbb megjelent albuma, a Heavy Rotation óta adott ki: a Burning Start Natalia Druyts belga énekesnővel, a Stalemate-et pedig a Ben's Brother együttessel rögzítette.